# センド国際宣教団
センド国際宣教団（センドこくさいせんきょうだん、英語:Send International）は、日本にある福音主義の宣教団体。

## 沿革
太平洋戦争終戦直後の日本に進駐したアメリカ軍の従軍牧師とクリスチャン軍人たちが日本人の救霊のために、1945年9月15日に横浜海岸教会で、GI・ゴスペル・アワーという伝道集会を開いた。それが、毎週横浜で続けられた。
1947年1月アメリカ合衆国のデンバー市で極東福音十字軍(Far East Gospel Crusade)が設立された。この最初の宣教師として穐近祐が夫婦で来日した。1948年より1982年にセンド国際宣教団と改称した。現在の理事長は、トリーベル・バンハードである。

## 主な宣教師
- 樋口信平